# Olympiade d'échecs de 1962

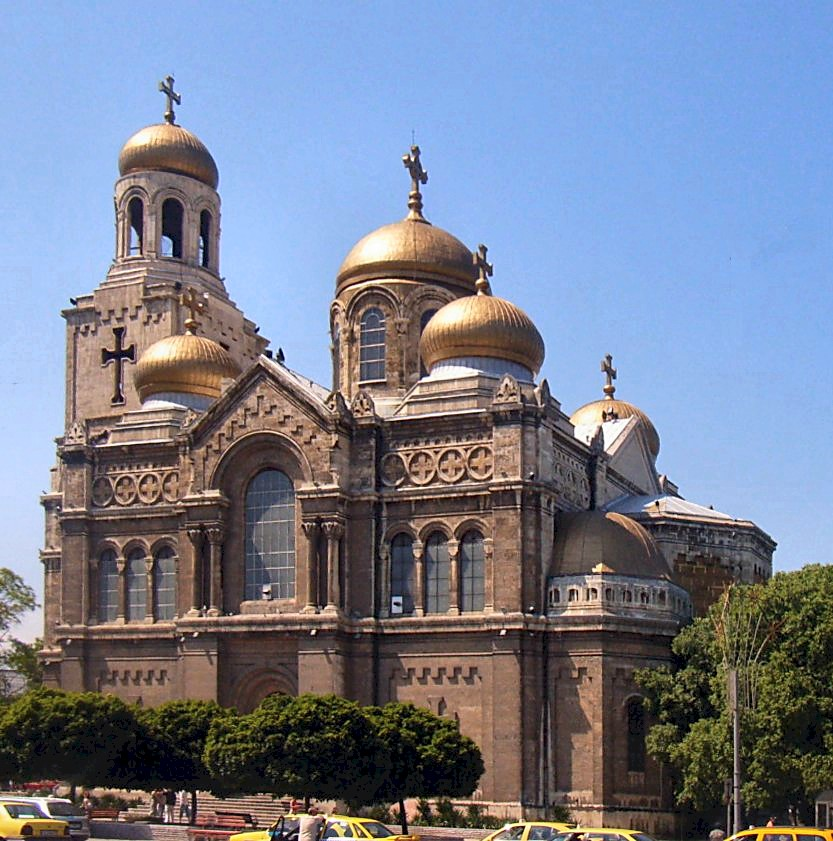
La Cathédrale de Varna, ville hôte de L'Olympiade d'échecs de 1962.

L'Olympiade d'échecs de 1962 est une compétition mondiale par équipes et par pays organisée par la FIDE. Les pays s'affrontent sur 4 échiquiers. Chaque équipe peut présenter 6 joueurs (4 titulaires et 2 suppléants). Cette 15e Olympiade s'est déroulée du 15 septembre au 10 octobre 1962 à Varna en Bulgarie.
Les points ne sont pas attribués au regard des résultats des matches inter-nations, mais en fonction des résultats individuels sur chaque échiquier (un point par partie gagnée, un demi-point pour une nulle, zéro point pour une défaite).

## Tournoi masculin

### Contexte
Cette olympiade réunit 37 nations. 
La compétition se déroule sur deux tours. Les équipes sont réparties en 4 groupes éliminatoires, les trois premiers de chaque groupe se disputant la finale A, les trois suivants la finale B, le reste étant versé dans la finale C. La finale C ayant plus de 12 participants se déroule selon le système suisse.
Pour répondre à l'augmentation du nombre de nulles, souvent convenues, la FIDE expérimente une règle interdisant toute nulle avant le 30e coup. Cette initiative est malheureusement vite détournée par des coups neutres ou la reconduction par trois fois de la même position. Une anecdote : Salo Flohr, choisi pour arbitrer cette nouvelle règle, est renommé pour avoir été un joueur recherchant la nullité !
Reshevsky est absent pour les États-Unis, ne voulant pas céder l'échiquier no 1 à Fischer.

### Résultats
| Classement final |                  |      |
| 1er              | Union soviétique | 31,5 |
| 2e               | Yougoslavie      | 28   |
| 3e               | Argentine        | 26   |
| 4e               | États-Unis       | 25   |
| 5e               | Hongrie          | 23   |

La France est reversée en finale C et finit 31e de l'olympiade.

### Participants individuels
- Pour l'URSS : Botvinnik, Petrossian, Spassky, Keres, Geller, Tal.
- Pour la Yougoslavie : Gligorić, Trifunović, Matanović, Ivkov, Parma, Minić.
- Pour l'Argentine : Najdorf, Bolbochán, Panno, Sanguineti, Rossetto, Foguelman.
- Pour la France : Boutteville, Bergraser, Thiellement, Noradounghian, Ferry, Ravinet.